# Kostroma oblast
Kostroma oblast (ryska: Костромская область, Kostromskaja oblast) är ett oblast i centrala Ryssland med en yta på 60 100 km² och cirka 660 000 invånare. Huvudort är Kostroma.